# Undulambia polystichalis
Undulambia polystichalis is een vlinder uit de familie van de grasmotten (Crambidae). De wetenschappelijke naam van de soort is voor het eerst gepubliceerd in 1965 door Hahn William Capps.
De soort komt voor in Florida, Cuba en Honduras.